# Sheep Farm
Sheep Farm est une ville du Botswana.